# Aventurile prințului Achmed
Aventurile prințului Achmed (în germană Die Abenteuer des Prinzen Achmed) este un film de animație german din 1926, realizat de Lotte Reiniger. Este cel mai vechi lungmetraj de animație existent; două filme anterioare au fost realizate în Argentina de Quirino Cristiani, dar sunt considerate pierdute. Aventurile prințului Achmed folosește o tehnică de animație a siluetelor, care presupune decupaje din carton și foi subțiri de plumb, manipulate sub o cameră de filmat. Tehnica dezvoltată de Reiniger este asemănătoare cu cea a marionetelor asiatice wayang. 
La acest film au lucrat, alături de Lotte Reiniger, mai mulți animatori avangardiști celebri, printre care Walter Ruttmann, Berthold Bartosch și Carl Koch.
Scenariul se bazează pe povestiri din O mie și una de nopți, scrise de Hanna Diyab, inclusiv „Aladin” și „Povestea prințului Ahmed și a zânei Perī-Bānū”.

## Acțiune
Un vrăjitor african născocește un cal zburător, pe care i-l arată califului. Când vrăjitorul refuză să-l vândă pentru orice cantitate de aur, califul îl lasă să aleagă ce răsplată și-ar dori. Vrăjitorul o alege pe Dinarsade, fiica califului, spre marea ei suferință. Prințul Achmed, fratele lui Dinarsade, se opune, dar vrăjitorul îl convinge să testeze calul. Animalul fermecat îl poartă pe prinț în cer, tânărul neștiind cum să-l controleze. Califul comandă întemnițarea vrăjitorului.
Când Achmed descoperă cum să coboare calul, se trezește pe un tărâm străin și ciudat, o insulă magică numită Wak Wak. El este întâmpinat de o mulțime de fecioare atrăgătoare. Când acestea încep să se lupte pentru a-i atrage atenția, el zboară spre un lac. Acolo, o vede pe Pari Banu, frumoasa conducătoare a tărâmului Wak Wak, care sosește cu însoțitoarele sale pentru a se îmbăia. Tinerele îl zăresc și zboară în depărtare, cu excepția lui Pari Banu, al cărei costum cu pene zburătoare este ascuns de Achmed. Prințul îi câștigă încrederea când îi înapoiază penele. Cei doi se îndrăgostesc. Totuși, ea îl avertizează că demonii din Wak Wak vor încerca să-l ucidă.
Vrăjitorul se eliberează din lanțurile sale. Transformându-se într-un liliac, îl caută pe Achmed. Prințul îl urmărește pe vrăjitor (acum transformat într-un cangur), și cade într-o groapă. În timp ce Achmed se luptă cu un șarpe uriaș, vrăjitorul o duce pe Pari Banu în China, și o vinde unui împărat. Vrăjitorul se întoarce și îl imobilizează pe Achmed sub un bolovan, în vârful unui munte. Cu toate acestea, o vrăjitoare îl observă și îl salvează. Vrăjitorul era dușmanul ei de moarte, așa că îl ajută pe Achmed să o salveze pe Pari Banu de la împărat. Apoi, demonii din Wak Wak găsesc cuplul, și, în ciuda rezistenței înverșunate a lui Achmed, o răpesc pe Pari Banu. Achmed forțează un demon captiv să îl poarte în zbor spre Wak Wak. Cu toate acestea, porțile din Wak Wak sunt încuiate.
Achmed urmează să ucidă un monstru care ataca un băiat pe nume Aladin. Aladin povestește cum el, un croitor sărac, a fost recrutat de vrăjitor pentru a recupera o lampă magică dintr-o peșteră. Când s-a întors la intrarea în peșteră, vrăjitorul i-a cerut lampa înainte de a-l lăsa să iasă. Aladin a refuzat, așa că vrăjitorul l-a închis înăuntru. Aladin a eliberat din greșeală unul dintre duhurile lămpii, și i-a ordonat acestuia să-l ducă acasă. Apoi a curtat-o și s-a căsătorit cu Dinarsade. Într-o noapte, Dinarsade, lampa și palatul magnific al lui Aladin au dispărut. Învinuit de calif, Aladin a fugit pentru a evita să fie executat. O furtună pe mare l-a aruncat pe țărm la Wak Wak. Când a încercat să culeagă fructe dintr-un „copac”, acesta s-a transformat într-un monstru, și l-a înhățat, dar Achmed a venit la timp pentru salvare.
Ascultându-l pe băiat, Achmed își dă seama că același vrăjitor fusese responsabil și pentru soarta lui Aladin, și devine și mai furios. De asemenea, el îi dezvăluie lui Aladin că palatul său și lampa au fost furate de vrăjitor din cauza obsesiei sale pentru Dinarsade. Apoi, sosește vrăjitoarea. Deoarece doar lampa poate deschide porțile, ea este de acord să-l atace pe vrăjitor pentru a o lua. Aceștia se angajează într-un duel magic, fiecare transformându-se în diverse creaturi. După un timp, își reiau formele umane și își aruncă unul altuia mingi de foc. În cele din urmă, vrăjitoarea îl ucide pe vrăjitor.
Cu ajutorul lămpii, ei reușesc să intre în Wak Wak, la timp pentru a o salva pe Pari Banu de la moarte. Izbucnește o luptă crâncenă. Un demon fură lampa, dar vrăjitoarea o recuperează. Ea invocă creaturi din lampă, care îi înving pe demoni. O creatură asemănătoare cu Hidra o prinde pe Pari Banu. Când Achmed îi taie unul dintre capete, alte două îi cresc imediat, dar vrăjitoarea oprește această regenerare, permițându-i lui Achmed să ucidă monstrul, și să o salveze pe Pari Banu. Un palat zburător se așează apoi pe pământ. Înăuntru, Achmed, Pari Banu, Aladin o găsesc pe Dinarsade. 
În final, cele două cupluri de tineri ajung acasă, la palatul califului, având parte de o revedere emoționantă.

## Restaurare
Deși filmul original prezenta o iluminare color, toate copiile disponibile înainte de restaurare erau alb-negru. Pornind de la copiile pe nitrat care au supraviețuit, arhiviștii germani și britanici au restaurat filmul în 1998 și 1999, restabilind inclusiv imaginiea originală colorată, prin metoda Desmet.